# Qingyang (Chengdu)

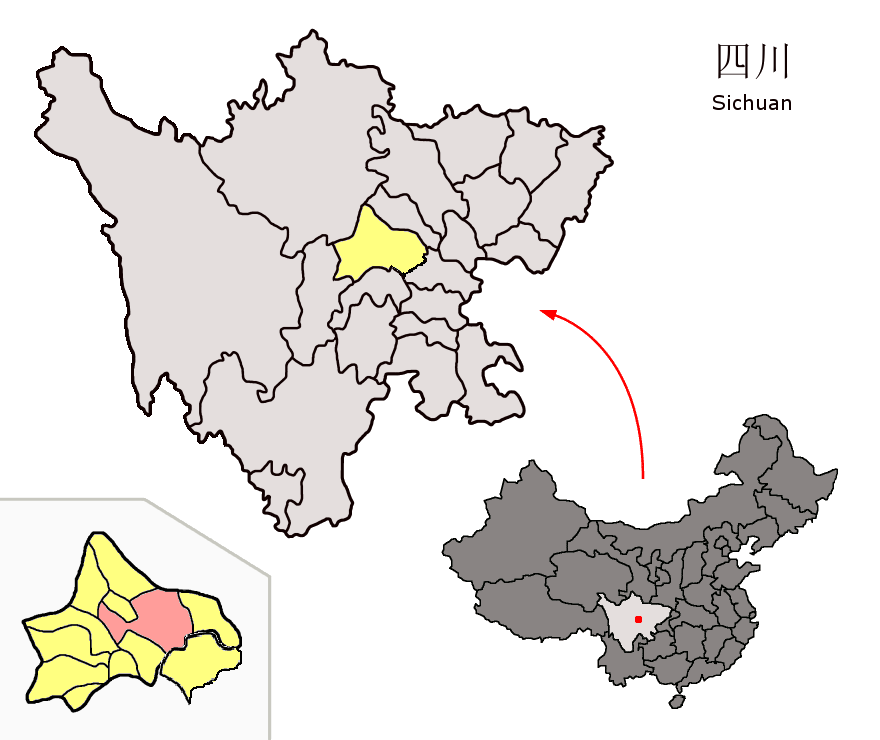
Lage des Gebiets der Stadtbezirke (rosa) auf dem Gebiet der Unterprovinzstadt Chengdu (gelb).

Der Stadtbezirk Qingyang (青羊区,  Qīngyáng Qū) ist ein Stadtbezirk in der chinesischen Provinz Sichuan. Er gehört zum Verwaltungsgebiet der Unterprovinzstadt Chengdu. Qingyang hat eine Fläche von 66,63 Quadratkilometern und zählt 955.954 Einwohner (Stand: Zensus 2020).

## Administrative Gliederung
Auf Gemeindeebene setzt sich der Stadtbezirk aus vierzehn Straßenvierteln zusammen. 